# Aleister Crowley

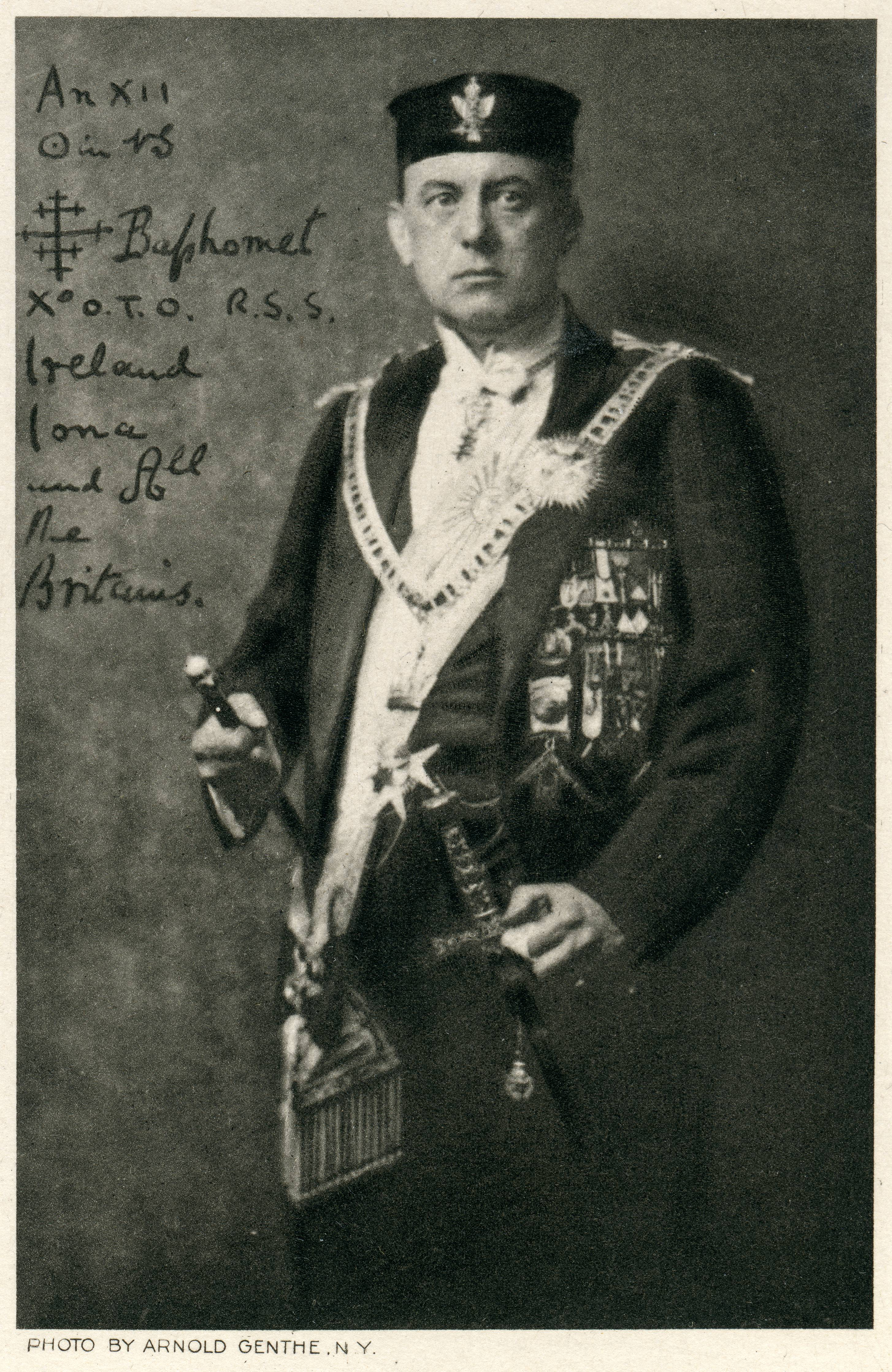
Aleister Crowley

Aleister Crowley sinh ngày 12 tháng 10 năm 1875 tại Leamington, Warwickshire, nước Anh mất ngày 1 tháng 12 năm 1947. Giáo chủ giáo phái Argenteum Astrum, được biết đến với danh hiệu "Kẻ đại chống Chúa" và "Kẻ đồi trụy nhất thế giới". Aleister Crowley tự coi mình là nhà tiên tri của thời đại mới, nhà thông thái lập nên một kỷ nguyên mới và báo hiệu bình minh của chủ nghĩa tự do.

## Tiểu sử

### Tuổi thơ
Sinh ra trong một gia đình tương đối khá giả và thừa hưởng một tuổi thơ hạnh phúc dưới thời nữ hoàng Victoria. Gia đình Aleister Crowley là một gia đình điển hình ở thời đại thời đó vì cả bố và mẹ đều là tín đồ phái Plymouth Brethren. 
Tôn giáo đóng một vai trò quan trọng trong việc hình thành tư tưởng của Crowley, mặc dù càng lớn càng khinh thường đức tin mà cha mẹ Crowley hết sức sùng bái.
Nhưng lạ lùng hơn chính bà Emily, mẹ của Crowley, luôn cầu cho con trai của mình sẽ sớm tìm được đức tin và sớm được cứu rỗi.

### Đại học
Năm 20 tuổi, Crowley vào học trường Trinity, Cambridge. Học ở đó 3 năm và vui hưởng những ngày tươi đẹp, đã cố gắng học và có ý định ra trường sẽ xin vào ngành ngoại giao. Tuy nhiên đây chỉ là một trong số những dự định nghề nghiệp không bao giờ trở thành hiện thực.

### Hội Golden Dawn
Năm 23 tuổi, Crowley gia nhập Hội kín The Hermetic Order of the Golden Dawn, do William Wynn Westcott và Samuel Liddell MacGregor thành lập năm 1887. Hội Golden Dawn có sức ảnh hưởng to lớn, thành viên của hội là những danh nhân, những nhà thơ. Hội tự nhận là dòng tôn giáo có sự kết hợp của các dòng tôn giáo khác, cả tín ngưỡng ma thuật như: giả kim thuật, chiêm tinh, Kabbalah, xảo thuật bài Tarot, chủ nghĩa tượng trưng Masonic trong một tổng thể gắn kết và có logic.
Nhận tên hiệu Perdurabo, theo tiếng Latin có nghĩa là "tôi sẽ cam chịu", Crowley say sưa đọc, dành nhiều thời giờ nghiền ngẫm và nghiêm cứu những bộ sách quan trong của giáo phái này. Phần thưởng cho sự nỗ lực được thăng cấp rất nhanh theo cấp bậc của Hội Golden Dawn. Nhưng 2 năm sau, Crowley nhanh chóng làm cho hội tan rã xác xơ về các thức bậc và bị tống cổ ra khỏi hội.

### Du lịch thế giới
Crowley quyết định sang Mexico để tiếp tục nghiêm cứu về pháp thuật. Tại đây thành lập một nhánh đứng đầu của Golden Dawn mang tên Lamp of Invisible (LIL). Theo Crowley, LIL được hình thành nhờ ý tưởng của Samuel Mathers, mặc dù LIL chỉ luôn có 2 thành viên: thành viên thứ nhất là Crowley và thành viên thứ hai được biết đến dưới bí danh Don Jesus.Nhờ LIL, Crowley được biết đến nhiều hơn.
Crowley lập hội riêng nhưng nhanh chóng cảm thấy chán nản, nên chuyển sang theo đuổi những nghiêm cứu về phương pháp tàng hình. Và trong một bản tài liệu, Crowley viết:
"Tôi đã đạt được mục tiêu, khi hình ảnh của tôi trong gương trở nên mờ nhạt và rung ring, giống như hiệu ứng gián đoạn hình ảnh của máy chiếu phim."
Qua những từ ngữ đó cho thấy Crowley luôn ảo tưởng về bản thân, về khả năng và quyền lực của mình. Và cũng là dấu hiệu chứng rối loạn thần kinh.
Rời Mexico, Crowley tới Ấn Độ và không lâu sau tới Pháp, rồi quay lại Anh năm 1903. Tại đây quen và kết hôn với Rose Kelly. Năm sau, hai người tới Ai Cập và tại đây, Crowley cho rằng đã có được kinh nghiệm cơ bản cho toàn bộ sự nghiệp sau này.

### Aiwass và Cuốn sách về quy luật
Tin rằng mỗi người đều có thần hộ mệnh, nên đã có lúc Crowley cố gắng gọi thần hộ mệnh của mình. Tuy nhiện, những thử nghiệm đã có một chút thành công khi ở Ai Cập và cố mời được nữ thần Gió về nói chuyện với Rose. Đột nhiên, Rose khoe với Crowley cảm nhận được một kiểu tín hiệu tâm linh thần Horus.
Lúc đầu, Crowley hoài nghi vì Rose chưa bao giờ tỏ ra có khả năng tâm linh hay tiên tri gì. Nhưng sau vài ngày tích cực hỏi han, Crowley tin rằng vợ quả thực là người trung gian chuyển tải thông điệp của Crowley và thần. Trong ba ngày, Crowley đã ghi lại được thông điệp từ sứ thần Aiwass của Chúa. Thông điệp được ghi lại trong quyển Liber Al vel Aiwass, ngày nay thường được trích dẫn dưới cái tên Cuốn sách về quy luật. Trong đó Crowley (hay Aiwass) trình bày 3 triết lý cơ bản.
- Triết lý thứ nhất là "Toàn bộ nguyên tắc là hãy làm những gì mà bạn muốn."
- Triết lý thứ hai là "Tình yêu là quy luật, tình yêu dưới ý chí."
- Triết lý thứ ba là "Mỗi người là một vì tinh tú."

### Cuộc xung đột ma pháp
Quyển sách mô tả Crowley là một nhà tiên tri của Thời đại mới, vì thế mang sứ mạnh ma thuật tối cao, thống trị thế giới. Vì hoang tưởng nên Crowley đã hân hoan thông báo cho Samuel Mathers, người bạn một thời về khả năng. Kết quả là một cuộc xung đột dữ dội, một kiểu tranh chấp tay đôi về ma thuật mà ở đó hai ngưởi yểm bùa chú lẫn nhau. Nghe nói, Mathers đã gửi một lực lượng ma quỷ đến giết chết hết đàn chó săn và làm những người hầu của Crowley ốm nặng. Để trả đũa, Crowley mời Beelzebub và 49 linh hồn nô bộc tới giúp đỡ. Sau đó, Mathers ngừng tấn công và hòa bình được lập lại.

### Hành trình chết chóc
Năm 1905, Aleister Crowley quyết định tham gia vào việc thám hiểm ngọn núi Kanchenjunga thuộc dãy Himalaya. Cuộc thám hiểm trở thành định mệnh đối với một số thành viên của đoàn thám hiểm. Tỏ ra khá bình thản trước những cái chết đó, Crowley tiếp tục hành trình sang Ấn Độ, rồi qua Nhật và Trung Quốc. 
Từ đó, hắn sang Bắc Mỹ rồi đi thuyền ngược về Anh. Vì điều này mà Crowley được coi là gián điệp, trước khi trở về đã nghe con gái mất.

### Argenteum Astrum
Đau buồn trước cái chết của con gái và ngày càng ghẻ lạnh với Rose vì cô ta bắt đầu nghiện rượu nặng, Crowley nối lại "sự cộng tác ma thuật" với một người bạn cũ từ thời Golden Dawn tên là George Cecil Jones. Hai người lập ra một giáo phái mới mang tên Argenteum Astrum, viết tắt là A.'A.' 
Trên nhiều phương diện, A.'A.' là sự tiếp nối của Golden Dawn. Crowley và Jones đã giới thiệu lại nghi lễ nhập môn của Golden Dawn cho các thành viên mới "mục đích của nghi thức này là thay đổi nhận thức của ứng viên và hướng anh ta theo con đường tâm linh vô hình". Tín đồ được khoác một áo choàng và bịt mắt dẫn đến đền thờ. Đầu tiên, anh ta được chọn một pháp danh, như Crowley đã chọn "Perdurabo".
Sau đó, anh ta tuyên thệ sẽ giữ gìn bí mật mọi thông tin của giáo phái. Anh ta sẽ phải nghe nhiều loại thánh ca và tuyền giáo, sau đó sẽ phải quỳ xuống. Khi chiếc khăn bịt mắt được tháo ra thì anh ta chính thức trở thành thành viên của giáo phái.
Một trong những người đầu tiên phải trải qua nghi lễ này là Đại úy John Frederick Charles Fuller. Gia nhập A.'A.' năm 1906, pháp danh là Per Ardua Ad Astra- vươn tới các vì sao. 
Năm 1914, Argenteum Astrum dần sụp đổ

### Abbey of Thelema
Trong chiến tranh thế giới thứ nhất, Crowley tới Mỹ viết một số tài liệu và bắt đầu sử dụng ma túy như cocain, thuốc phiện, heroin và bị nghiện. Tại đây gặp Leah Hirsig. Cô ta cùng hắn trở lại nước Anh và có con thứ ba tên Anne Lea có tên hiệu là Poupee.
Đầu năm 1920, cả hai tới Ý thuê khu biệt thự Santa Barbara, nơi mà ngay sau đó đã được đổi tên thành Abbey of Thelema, cái tên này cũng là tên của tổ chức tôn giáo mới.
Trên thực tế, những bài giảng của Thelema không có gì hơn là những bài giảng của Argenteum Astrum mở rộng, ví dụ như điểm chính của nó là lập nên một thời đại mới. Thêm một lần nữa, Crowley trong vai trò của mình, làm chủ lễ, điều hành nhánh giáo phái thú tính của mình, thỏa mãn các hành động ác dâm.
Cứ mỗi tuần, các thành viên mới đều có mặt tại Abbey với hy vọng nhận được sự hướng dẫn của Crowley, mặc dù bề ngoài mọi việc dường như đều trôi chảy, nhưng thực tế là Crowley có vấn đề về tài chính rất trầm trọng. Bên cạnh đó khu biệt thự này thực chất là một khu nhà ổ chuột mất vệ sinh. Crowley ngày càng sử dụng tăng liều cocain và heroin để thỏa mãn cơn nghiền ma túy của hắn.
Nghi lễ Shi-ai
Crowley bắt buộc các tín đồ giao cấu với một con dê, sau đó giết dê để uống máu.
Với tất cả những gì đã xảy ra với Abbey như vậy, tư tưởng bệnh hoạn và điều kiện mất vệ sinh là hồi chuông báo tử của giáo phái. Vào cuối năm 1922, hai vợ chồng Frederick Charles Loveday (tên thường gọi là Raoul) và May đã trình diện ở khu biệt thự.
Năm 1923, mọi việc trở nên tồi tệ, Raoul bị ốm nặng. May đã tố cáo Crowley vì tội xúi giục chồng cô sử dụng một lượng lớn cocain, uống máu mèo trong các nghi lễ và chính việc sử dụng nguồn nước mất vệ sinh là nguyên nhân dẫn tới việc Raoul ngã bệnh. Raoul chết ngày 16 tháng 2 năm 1923. Ba ngày sau, May đã trở lại Anh và trả lời phỏng vấn tờ Sunday Express. Tờ báo nhanh chóng gắn cho Aleister Crowley biệt danh "Thằng nghiện" và "Kẻ giao rắc những hành động tục tĩu, khiêu dâm".
Bị tống ra khỏi giáo phái, Crowley đi lang thang và mãi mãi mang biệt hiệu "Người đàn ông đồi trụy nhất thế giới"

### Chết
Đó là những thời khắc tuyệt vọng, vì Crowley luôn phải tìm cách thỏa mãn cơn nghiền ma túy, đồng thời phải kiếm thêm tiền và đệ tử. Thời hoàng kim của giáo phái Golden Dawn và Argenteum Astrum đã chấm dứt và bây giờ trước mắt là những năm tháng cô độc. Không một nhà xuất bản nào sẵn sàng in bài viết của hắn nữa.
Aleister Crowley chết ngày 1 tháng 12 năm 1947 thọ 72 tuổi, do bệnh suy tim và viêm phổi cấp. Có vô số câu truyện kể về lời trăng trối, ông Rowe đã từng ghi chép lại là "Đôi khi ta ghét bản thân ta" hay "Ta thật là phức tạp",... Tuy nhiên, sự thật tại thời điểm Crowley qua đời, không một ai có mặt ở đó. Do vậy trước lúc chết, Crowley có nói gì đi chăng nữa thì vẫn còn là một bí ẩn.

## Vợ, tình nhân và những cô con gái

### Vợ
Rose Kelly 
Trở thành vợ của Aleister Crowley năm 1903. Sinh cho Crowley 2 đứa con gái. Trong khi đang vui vẻ với Neuberg, Crowley vẫn dành thời gian để li dị Rose vì cô ta nghiện rượu nặng đến mức không thể kiểm soát được. Sau đó Rose được chuyển đến một dưỡng trí viện. Ngay khi rời khỏi nanh vuốt của Crowley, Rose đã bình phục. Sau khi ra viện cô ta đã tái hôn.

### Tình nhân

#### Victor Benjamin Neuberg
Sinh ngày 6 tháng 5 năm 1883 mất ngày 30 tháng năm 1940, học ở Cambridge, là người khiến Crowley phải lòng ngay lập tức. Pháp hiệu sau khi gia nhập A.'A.' là Omnia Vincam, nghĩa là tôi có thể chinh phục tất cả. Đây là người tình đồng giới của Aleister Crowley và là một trong hai nhân vật giúp cho A.'A.' mạnh mẽ, phát triển.

#### Mary Desti
Phiên xử tháng 4 năm 1911 làm cho uy tín và danh sự Aleister Crowley tụt giảm nhanh chóng. Đại úy Fuller từ bỏ giáo phái A.'A.'. Nhưng vào lúc đó một phụ nữ vừa xinh đẹp vừa tài năng đã có chồng tên là Mary, và dường như là định sẵn để trở thành đối tác mới của Crowley.

### Con gái

#### Nuit
Do Rose sinh vào ngày 28 tháng 7 năm 1904. Crowley đặt tên con là Nuit Ma Ahathoor Hedcate Sappo Jezebel Lilith. Crowley giải thích:
- Nuit cô gái của các vì sao
- Ma nữ thần công lý
- Ahathoor nữ thần tình yêu và sắc đẹp
- Hecate là lời ngợi khen của tôi dành cho những vị thần địa ngục.
- Sappo một nhà thơ khó lòng làm một điều gì hơn là tưởng nhớ một cô gái duy nhất đã viết nên những vần thơ
- Jezebel vẫn là một nhân vật mà tôi yêu mến trong Kinh Thánh.
- Lilith giữ một vị trí đặc biệt trong tình yêu của tôi đối với vương quốc ma quỷ.
Cô bé đã mắc bệnh thương hàn ở Rangoon, mặc dù đã được đưa vào bệnh viện nhưng cô bé vẫn không qua khỏi.

#### Anna Lea
Tên hiệu là Poupee. Chết ngày 14 tháng 10 năm 1920 tại biệt thự Thelema.